# Успенский собор (Московский Кремль)
Успе́нский собо́р — православный храм Московского Кремля, расположенный на Соборной площади, входит в Государственный историко-культурный музей-заповедник «Московский Кремль».
Собор является древнейшим полностью сохранившимся зданием Москвы, а также самым ранним из итальянских сооружений в Кремле. Построен в 1475—1479 годах под руководством итальянского зодчего Аристотеля Фиораванти. Был главным кафедральным собором России вплоть до 1917 года. Является усыпальницей всех московских патриархов первого патриаршего периода, кроме Никона и Игнатия.

## История

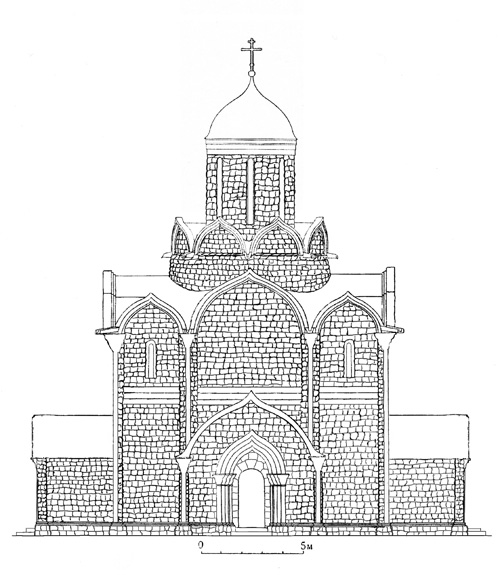
Успенский собор Ивана Калиты, XIV век. Реконструкция Сергея Заграевского

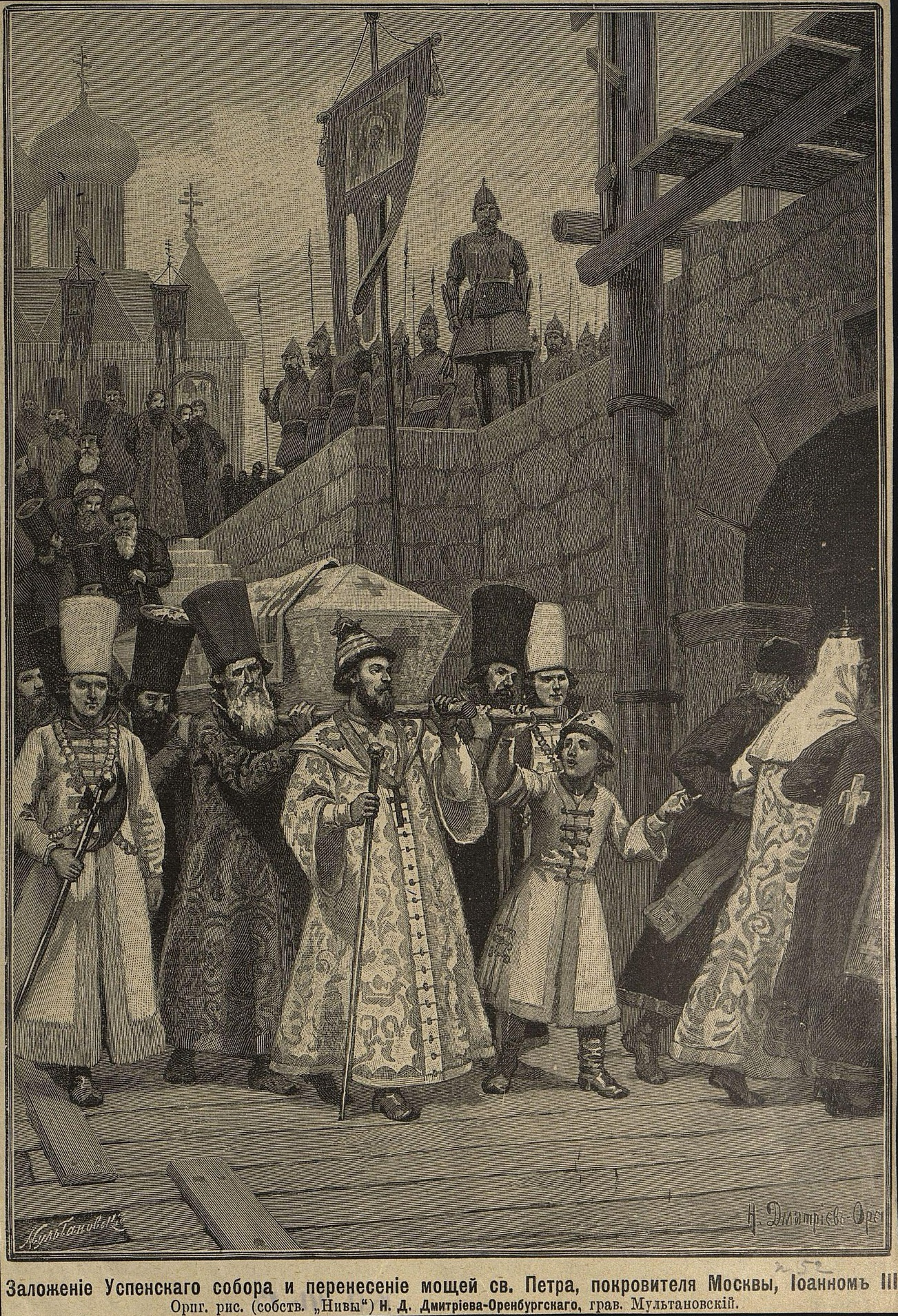
Заложение Успенского собора и перенесение мощей святителя Петра Иоанном III (рис. 1897 года)

### Строительство
Первый Успенский собор в Москве был заложен 4 августа 1326 года при Иване Калите, освящён 14 августа 1327 года. Основал его Митрополит Киевский и всея Руси Пётр, перенёсший свой престол из Владимира в Москву. Изначально это был одноглавый белокаменный трёхапсидный храм, увенчанный кокошниками, к которому позднее пристроили приделы. По стилю он напоминал владимиро-суздальские постройки начала XIII века, в частности Георгиевский собор в Юрьеве-Польском. Храм был построен в характерной для этого времени технике: кладка из грубо обработанных квадров белого камня сочеталась с гладкотёсаными элементами архитектурного декора. В соборе хранилась икона «Богоматерь Одигитрия, с праздниками на полях», привезённая из Византии.
Во время крупного пожара 1470 года, бушевавшего в Кремле, разрушился северный придел храма — церковь Поклонения вериг апостола Петра, — треснули своды, после чего их укрепили массивными брёвнами. Инициатором обновления собора выступал митрополит всея Руси Филипп. Причиной перестройки также послужило изменение статуса Москвы, которая стала политическим и духовным центром Русского государства. Для сбора средств все монастыри обложили налогами, а мирян и церковнослужителей призывали к пожертвованиям. Проект поручили мастерам Кривцову и Мышкину, руководили работой Владимир Григорьевич и Иван Владимирович Ховрины, а также Василий Ермолин. При Иване III в 1472-м состоялась торжественная церемония закладки храма. В качестве образца строительства был выбран Успенский собор во Владимире. Внутри здания устроили временную деревянную церковь, в которой Иван III сочетался браком с Софьей Палеолог.
Начатое строительство не было закончено: возведённый до сводов храм обрушился после «труса» — землетрясения, случившегося в Москве 20 мая 1474 года. Летописец свидетельствует: 

...бысть трус во граде Москве и церковь св. Богородицы, сделана бысть уже до верхних камор, падеся в 1 час ночи, и храми все потрясошася, яко и земли поколебатися.
Исследователи причиной разрушения называют недостаточную прочность строительного раствора и тонкие боковые стенки. Для завершения строительства в Москву пригласили итальянского архитектора Аристотеля Фиораванти. По его проекту собор возвели из тёсаных блоков белого камня и кирпича, которым выложили столпы, своды и барабаны глав. Для укрепления стен в них заложили железные сваи. Фасады расчленили вертикальными выступами. В юго-восточной части были устроены два придела — Дмитриевский и Похвальский — разделённые невысокой стенкой. Храм был освящён 12 августа 1479 года митрополитом Геронтием. В 1481 году собор расписывали иконописец Дионисий и его ученики, тогда же был устроен трёхъярусный иконостас; храм был полностью расписан к 1514—1515 годам. Сергей Заграевский указывает на особенность инженерной задумки архитектора: кирпичи были встроены в кладку таким образом, что в целом постройка сохранила белокаменный облик.

### XVI—XIX века

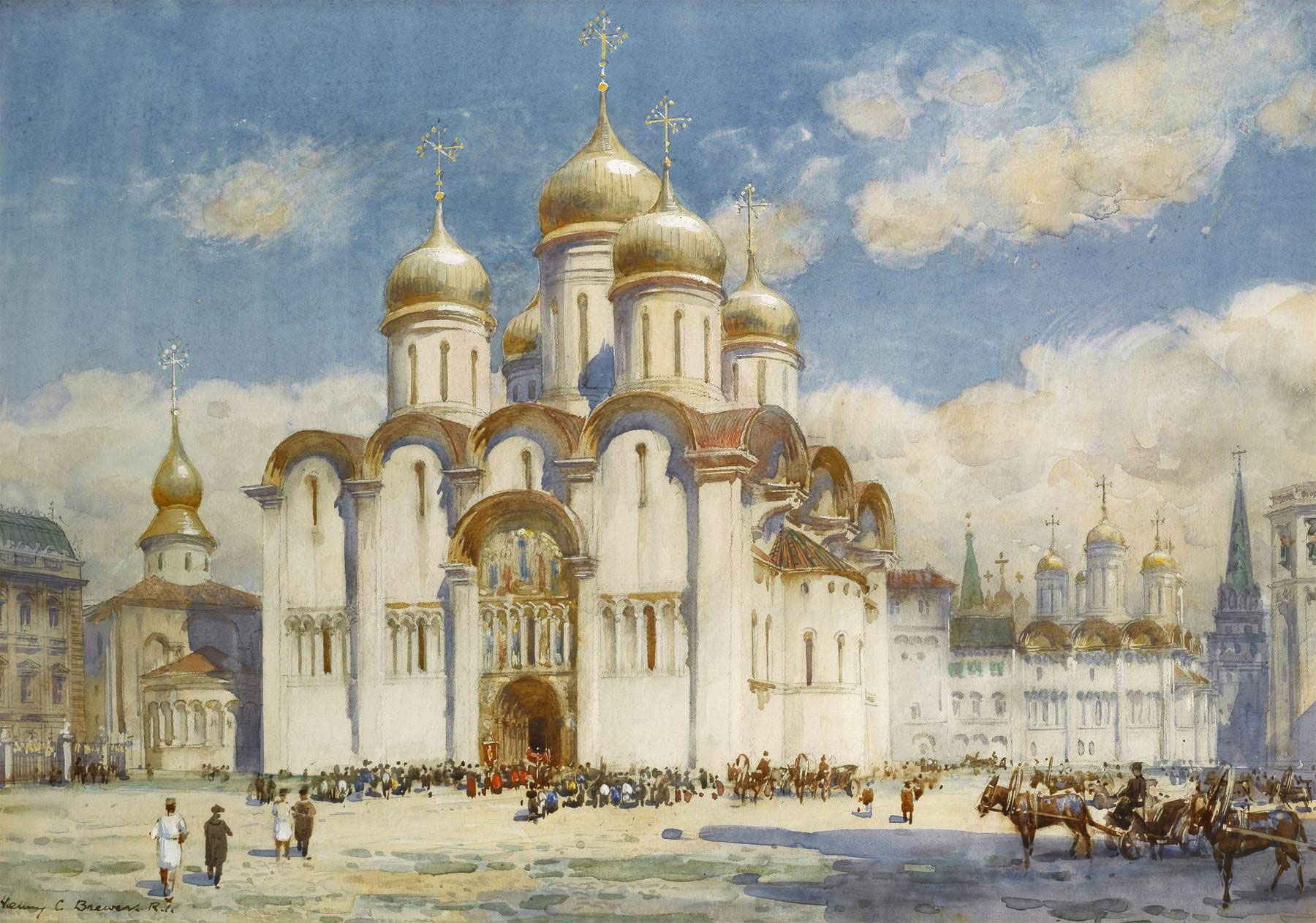
Успенский собор в XIX веке. Картина Генри Чарльза Брюэра

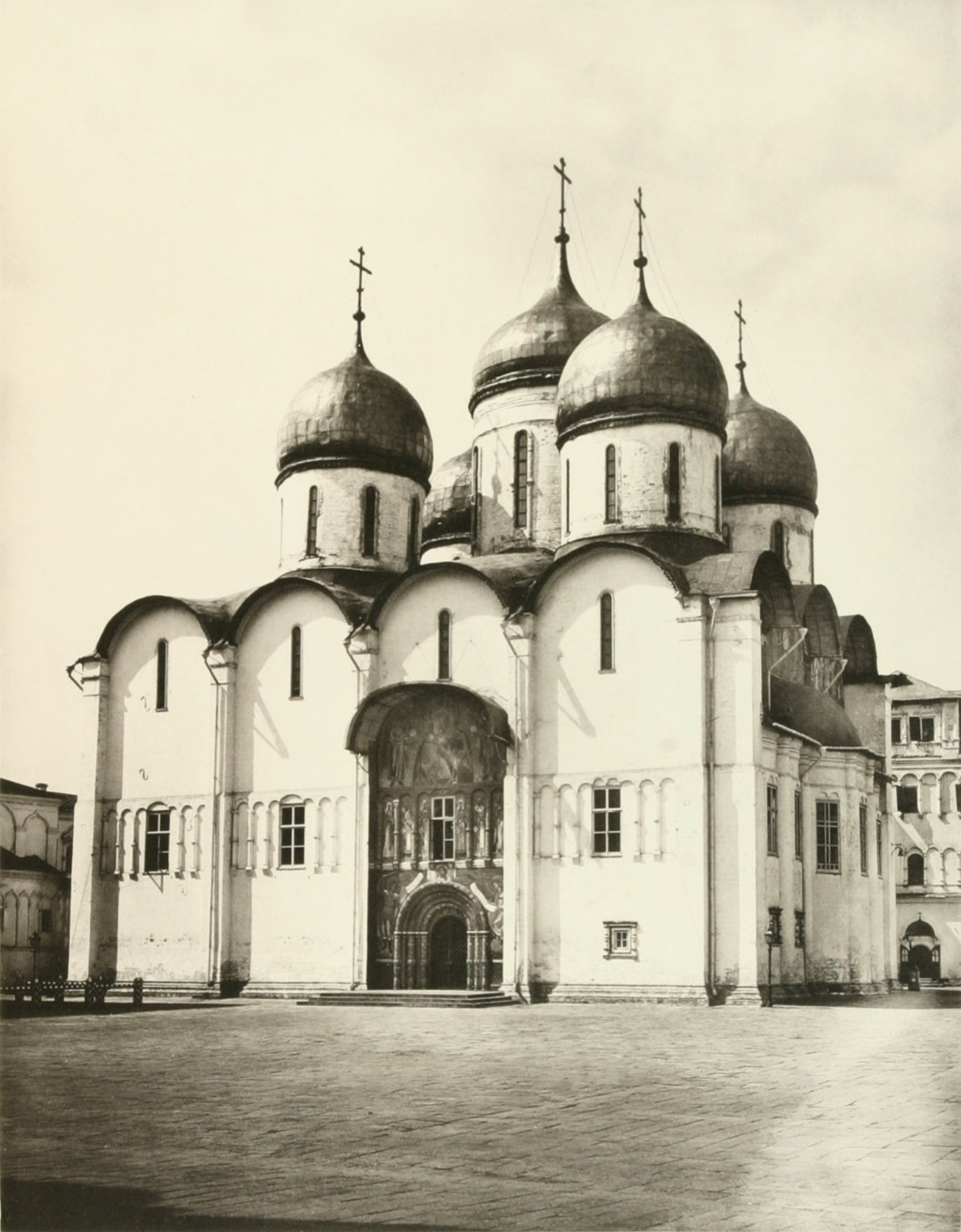
Вид с южной стороны, 1883 год

Во время реставрации после пожара 1547 года верх храма покрыли вызолоченными медными листами, а мощи митрополита Петра переложили из серебряной раки в золотую. Тогда же западный портал собора был оформлен в виде крыльца-лоджии на колонках с двойными подвесными арками — мотив, впоследствии широко применявшийся в русском зодчестве (позднее крыльцо было превращено в закрытый тамбур). В середине XVI века появляются росписи наружных стен (южного портала и восточной стены). В 1561 году из Великого Новгорода привезли и поместили в Успенский собор четыре древних образа: «Спас на престоле (Спас Златая риза)», «Апостолы Пётр и Павел», «Устюжское Благовещение» и «Богоматерь Одигитрия».
В 1624 году угрожавшие падением своды разобрали и вновь восстановили с дополнительным армированием связным железом и со введением подпружных арок. В 1625 году в собор перенесли ризу Господню, присланную в дар царю Михаилу Фёдоровичу персидским шахом Аббасом I. В честь этого события был установлен праздник «Положение Ризы Господней». Драгоценный ковчег с ризой поместили в бронзовый шатёр для хранения священных реликвий.
В 1642—1644 годах собор был расписан заново по образцам 1515 года. До настоящего времени сохранились фрагменты первоначальной стенописи, являющейся древнейшим образцом фресковой живописи на территории Кремля. Среди мастеров были Иван и Борис Паисеины, Сидор Осипов Поспеев, Марк Матвеев, Бажен Савин, Степан Ефемов, иконописцы и знаменщики из Владимира, Новгорода, Костромы и других городов. Они написали 249 сюжетных композиций и 2066 отдельных фигур. В 1660-х годах обновили роспись наружных стен: над алтарями, над северными и западными дверьми. Во второй половине XVII века Похвальский придел, в котором проходили службы лишь на престольный праздник, перенесли в юго-восточную главу, а на прежнем месте в юго-восточной части храма был оставлен только Димитриевский придел. В это же время были пробиты прямоугольные окна (два в нижней части юго-восточных апсид, одно на южном фасаде). К этому времени собор владел 160 дворами, а к 1670-м годам — 253. В 1680 году мастером Василием Романовым была расписана растительным орнаментом ризница собора; этот орнамент скрыт позднейшей масляной прописью. В 1682 году в соборе случился пожар, после чего его капитально ремонтировали. В 1683 году были снова укреплены своды и барабаны, белокаменные архивольты сняли и заменили на кирпичные. Чтобы защитить прясла от дождя, над ними были устроены козырьки из кровельного железа.
Троицкий пожар 1737 года повредил росписи собора и целостность стен. Ремонтные работы провели в период правления Елизаветы Петровны под руководством архитектора Ивана Мичурина. Восстановление росписей началось в 1767 году. В 1775 году по приказу князя Григория Потёмкина в собор передали иконы из Оружейной палаты, которые разместили в иконостасах у северной и южной стен. В 1790-х их закрыли золотыми и серебряными окладами. В 1797 году в собор на хранение передали изданный Павлом I Акт о престолонаследии, отменявший указ Петра I 1722 года.
Во время оккупации Москвы французами в 1812 году из собора вынесли Владимирскую икону Божией Матери, ризу Господню, Корсунские кресты и другие ценности. Среди гробниц святителей уцелела только рака митрополита Ионы. В помещениях храма были устроены стойла для лошадей. Ризы с икон переплавили в 5,3 тонны серебра и 290 кг золота. Часть металла удалось вернуть при отступлении войск, из него в 1817 году мастер А. Гедлунг отлил люстру, украшенную изображениями цветов, колосьев, виноградных лоз. Собор был заново освящён 30 августа 1813 года епископом Дмитровским Августином (Виноградским).
В 1823 году в собор на хранение был помещён манифест Александра I, согласно которому в случае его смерти, в связи с отречением от прав на престол Константина Павловича, наследником короны становился великий князь Николай Павлович. К коронации Александра III в 1880-х храм ремонтировали. На его восстановление было потрачено 200 тысяч рублей. В очередной раз собор отреставрировали в 1896 году перед венчанием на царство Николая II, работами руководили иконописцы Григорий Чириков и Михаил Михайлович Дикарёв, а также архитектор Сергей Родионов. В ходе реставрации были раскрыты фрески середины XVII века, восстановлены иконы, заменены перекрытия над апсидами. Окна в арочном поясе уменьшили до размера верхних и украсили полуциркульными перемычками.

### XX век
По проделанной в конце века работе было решено провести полное раскрытие древней живописи. В 1910 году для наблюдения за работами создали комиссию, членами которой являлись Владимир Суслов, Николай Покровский, Пётр Покрышкин, Александр Успенский, Николай Лихачёв. Главой комиссии назначили Алексея Ширинского-Шихматова, производителем работ стал Сергей Соловьёв, а после его смерти в 1912-м — Иван Машков. В результате работ реставраторы дописали сюжеты, были позолочены фоны изображений, укреплена роспись маковой олифой.
15 августа 1917 года в престольный праздник в соборе открылся Всероссийский Поместный собор Православной российской церкви, принявший в октябре решение о восстановлении патриаршества в Российской церкви, а 21 ноября того же года произошла интронизация патриарха Тихона (Беллавина).
Однако уже в октябре Успенский собор пострадал от обстрела, когда красногвардейцы бомбардировали занятый юнкерами Кремль. В купол попал снаряд, повредив главы, алтарная стена покрылась выбоинами от пуль и осколков, были выбиты окна, повреждена роспись, погнуты паникадила. В акте осмотра сообщалось:

Удары этих осколков были столь сильны, что выдвинули целые кирпичи внутрь собора, и от этих сдвигов отвалилась и отпучилась штукатурка с росписью в нескольких местах <...> в купольном барабане имеется овальная брешь, вызывает беспокойство юго-западный парус под барабаном Похвальского придела. Большие обломки камня, кирпича, известковая и кирпичная пыль густым слоем покрывают образ над «казною», ярусы лесов, солею и пол у солеи <...> эта пыль покрывает и иконы иконостаса и все окружающие предметы.
22 апреля (5 мая) 1918 года была совершена служба на Пасху, после чего храм, как и остальные кремлёвские церкви, закрыли. Богослужение, которое возглавил викарий Московской епархии епископ Дмитровский Трифон (Туркестанов), стало сюжетной основой картины Павла Корина «Русь уходящая». Однако исследование фресок продолжилось. В первые годы после революции были раскрыты «Владимирская Богоматерь», «Устюжское Благовещение», «Спас Нерукотворный» с «Поклонением кресту» на обороте, «Спас Златые власы», «Явление архангела Михаила Иисусу Навину», «Ангел Златые власы».
В 1922-м из собора «в фонд помощи голодающим» Гохран изъял 13 ящиков, содержащих 67 пудов 2 фунта 31 золотник серебра. В 1930 году иконы и исторические артефакты передали в Оружейную палату и Государственную Третьяковскую галерею.
Реставрационные работы в храме начались вскоре после Великой Отечественной войны. Были расчищены иконы XIV века: «Богоматерь Одигитрия», «Апостолы Пётр и Павел», «Троица», «Похвала Богоматери с акафистом». Летом 1955 года собор открыли для посещений как музей, а в феврале 1960-го его передали в ведение Министерства культуры СССР. В 1978 году были обнаружены три фигуры преподобных возле алтарной преграды и две справа от входа в Дмитриевский придел.
В 1990 году в России на пост патриарха был выбран Алексий II. С этого времени РПЦ было передано множество храмов. Успенский собор сохранил статус музея, с 1991 года находясь в комплексе музея-заповедника «Московский Кремль». Однако с благословения патриарха в нём совершаются богослужения в отдельные дни. В 2017-м в соборе началась комплексная реставрация, в процессе работ планируется восстановить архитектурный облик и строительные конструкции, стенописи в интерьере и на фасадах. В 2020-е годы при реставрации в течение нескольких лет были найдены новые фрески.

## Архитектура

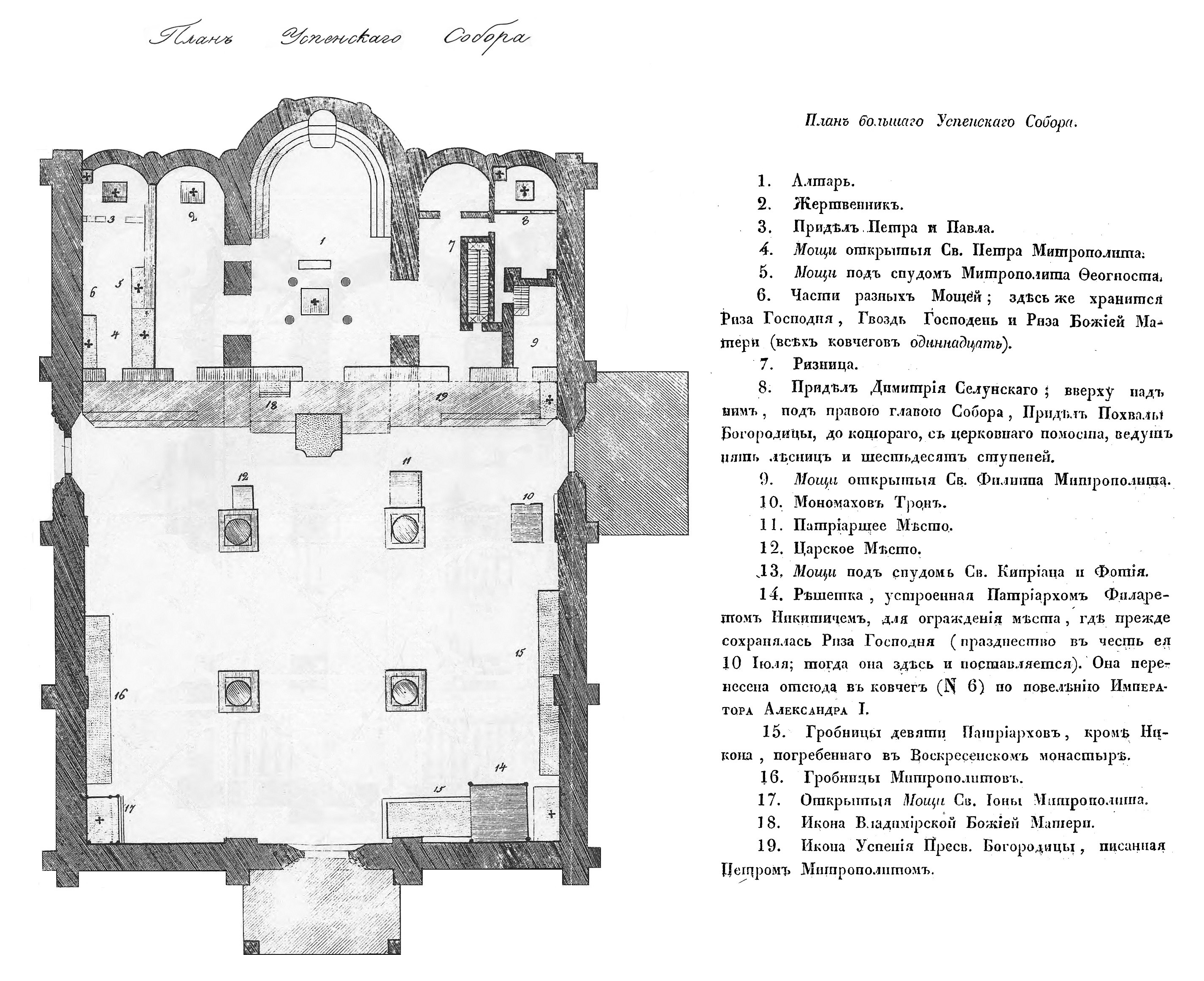
План Успенского собора.

Создан средневековым итальянским мастером, но образцом сооружения являлся Успенский собор во Владимире (XII век). Поэтому в архитектуре заметны и признаки древнерусского крестово-купольного храма (пятиглавие, позакомарное покрытие, арактурно-колончатый пояс), и особенности структуры и построения фасада, свойственные ренессансному зодчеству. Внешний вид храма впоследствии стал примером при возведении городских и монастырских кафедральных соборов (например, Успенского собора Троице-Сергиевой лавры).

### Внешний вид

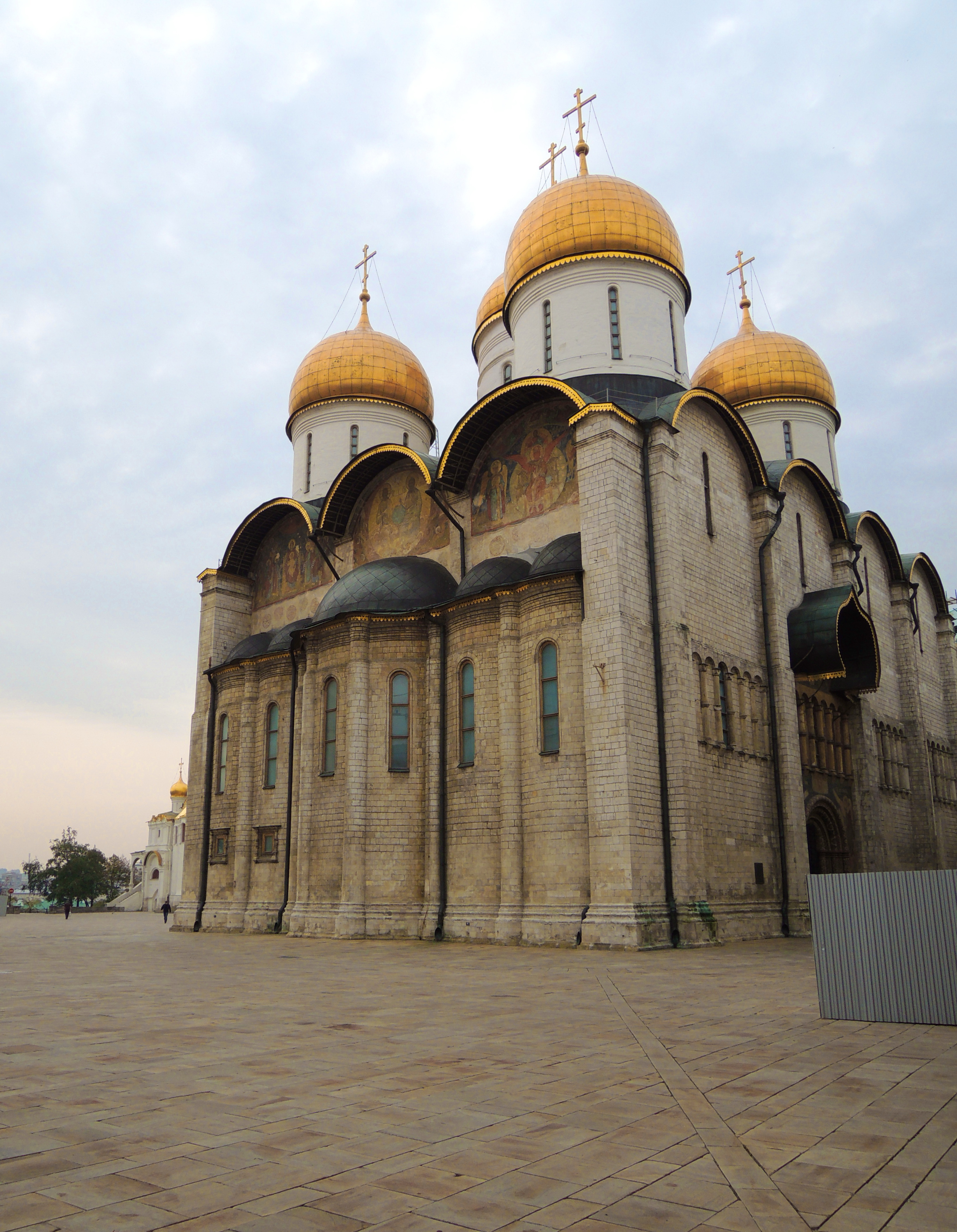
Собор в 2010 году

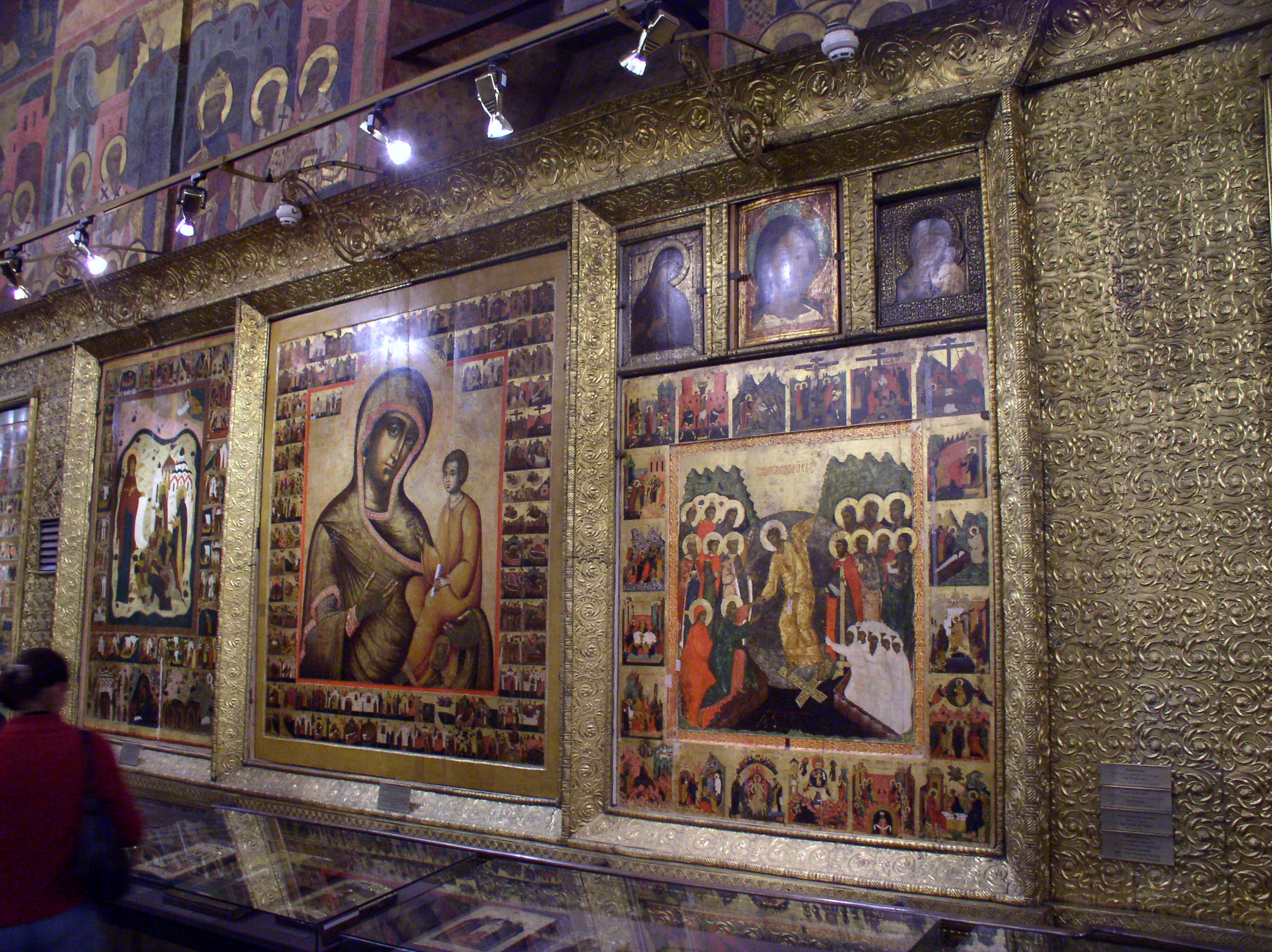
Северный пристенный иконостас, 2005 год

Белокаменный пятиапсидный пятиглавый собор разделён на двенадцать одинаковых по величине квадратов, перекрытых крестовыми сводами. Четыре столпа имеют круглую форму, остальные два — крестчатую. Из кирпича выложены своды, барабаны, восточная стена над алтарными апсидами, скрытые алтарной преградой восточные квадратные столпы. Круглые столпы также кирпичные, но облицованы белым камнем. Фасад храма состоит из простенков-прясел, разграниченных лопатками и завершённых полукружиями закомар; на северной и южной стенах по четыре таких прясла, на западной и восточной по три. По горизонтали здание разделено декоративным поясом из маленьких колонн и арок. В стенах прорезаны узкие щелевидные окна. Апсиды собора невысоки и прикрыты с юга и с севера пилонами. Собор увенчан группой из пяти куполов, смещённых к востоку.

Северная дверь собора

Аристотель Фиораванти, выполняя задачу увеличения внутреннего объёма храма, с которой не справились его предшественники Кривцов и Мышкин, впервые в русской архитектуре применил крестовые своды толщиной в один кирпич, металлические внутристенные и проёмные связи. Благодаря возведению дополнительных арок позади иконостаса восточные компартименты собора фактически превратились в монолит, удерживающий нагрузку от барабанов. Благодаря этому появилась возможность возвести в центральной и западной частях постройки тонкие круглые столпы, создавшие ощущение лёгкости конструкции и цельности («зальности») части наоса, предназначенной для молящихся.
На южном фасаде находится образ «Владимирской Богоматери» с архангелами Михаилом и Гавриилом. Ниже размещены шесть фресок святителей — московских митрополитов Петра, Алексия, Ионы, Филиппа, и новгородских святых — епископа Никиты и архиепископа Иоанна. На северной стороне располагаются изображения Пафнутия Боровского, Исаия, Леонтия и Игнатия Ростовских, Дмитрия Прилуцкого и Сергия Радонежского. Над ними представлена композиция «Собор апостолов» с изображениями Христа, Богоматери, Иоанна Предтечи и двенадцати апостолов. В восточной части здания росписи занимают верхнюю часть стены, в полукруглых сводах. В центре изображена «Новозаветная Троица» — Бог Отец в виде старца, Бог Сын и Святой Дух в облике голубя.
Южный портал представлен медными двустворчатыми вратами, которые, по легенде, привёз в XII веке из Корсуни Владимир Мономах. На них золотом нанесены 20 библейских изображений. Через этот вход в помещение попадали члены царской семьи, через северный — московские святители. Западный портал использовали для торжественных шествий: при крестных ходах, коронациях.

### Внутреннее убранство
В центре собора на фоне иерусалимской стены находятся три креста, на которых по сторонам от Христа изображены распятые разбойники и фигуры двух ангелов. У северо-западного угла установлен каменный поминальный крест в честь митрополита Ионы, погребённого в храме. Собор освещает паникадило, изготовленное мастером Гедлунгом в 1817 году (отлито из похищенного французами и отбитого казаками серебра), подвесные свечники-кандила, привезённые из Соловецкого монастыря.
Стенопись собора в основном относится к 1642—1643 годам, частично закрыта масляной живописью в результате поновлений 1777 и 1853 годов; фрески XVII века наиболее полно раскрыты на северной паре столбов, в алтаре и в ризнице. Первоначальные фрески 1480-х годов, до ремонта в конце XIX века считавшиеся полностью утраченными, частично уцелели на алтарной преграде (полуфигуры святителей) и в приделах собора. По манере исполнения они близки творчеству Дионисия. Это «Поклонение волхвов» и «Похвала Богородицы» в Похвальском приделе; «Три отрока в пещи огненной» и «Житие апостола Петра» в Петропавловском приделе; «Рождество Иоанна Предтечи» в узком, ведущем в Дмитриевский придел коридоре. На южной стене Петропавловского придела, отделяющей его от жертвенника, сохранилась также чуть более поздняя (рубеж XV—XVI веков) фреска «Сорок мучеников Севастийских» (из 40 фигур уцелели 24). На сводах собора помещены композиции на евангельские темы, среди которых «Введение Богоматери во храм», «Рождество Христово», «Сретение Господне» и другие. На столбах изображены фигуры мучеников. Южную и северную стены украшают изображения, посвящённые Пресвятой Богородице, западную — сцена «Страшного Суда». На алтарной преграде собора представлены лики 26 преподобных. Благодаря полноте циклов фресок и их продуманности роспись Успенского собора стала образцом для многих других русских храмов.
В юго-западном углу храма находится бронзовый ажурный шатёр работы Дмитрия Сверчкова (1625 год), первоначально использовавшийся для хранения церковных реликвий; в 1913 году под шатёр была перенесена гробница патриарха Гермогена, умершего в 1612 году во время польской интервенции. У иконостаса расположены моленные места: для цариц, устроенное рядом с северным столбом в XVII веке, патриаршее место XV столетия (роспись XVII века), и царское, созданное для Ивана Грозного.
Среди многочисленной драгоценной утвари и вкладов, хранившихся в Успенском соборе, выделяются серебряный позолоченный ковчег (или Малый Сион, использовался во время торжественных богослужений) и оклад Евангелия митрополита Симона (1499; украшен чеканкой, литьём, эмалью, сканью). Обе реликвии ныне хранятся в Оружейной палате.

#### Иконостас

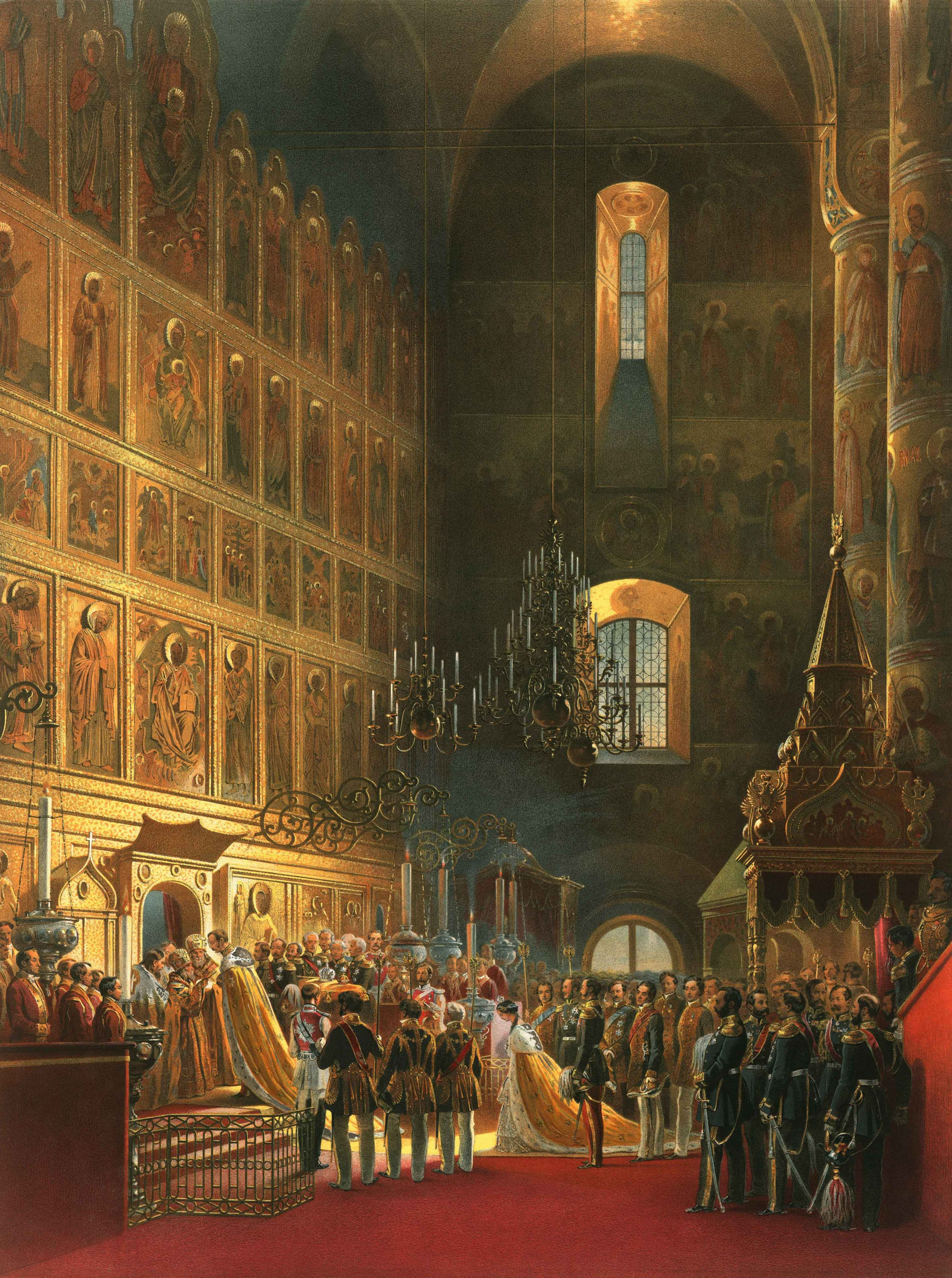
Иконостас на рисунке с миропомазанием Александра II, 1856

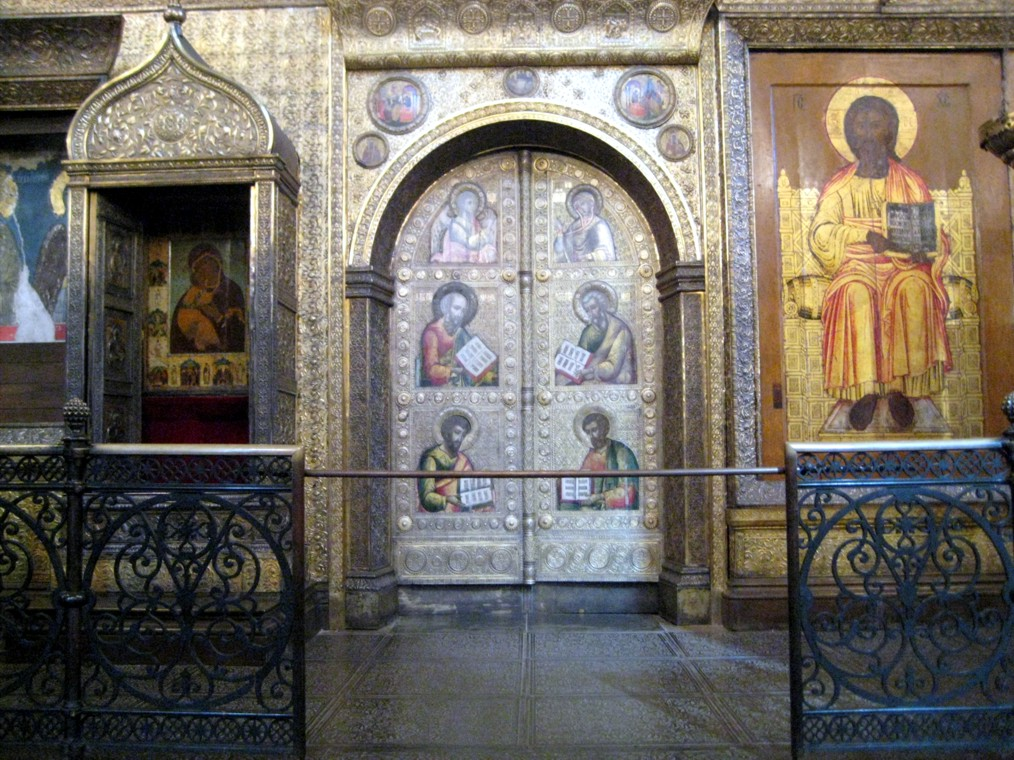
Царские врата, 2008

Древний тябловый иконостас, изначально трёхъярусный, к 1627 году четырёхъярусный, не сохранился; три его яруса были украшены серебряным басменным окладом, верхний же, железный, был покрыт позолотой. Существующий главный иконостас собора был создан в 1653 году, для него написали 69 икон мастера из Ярославля, Костромы и Осташкова; новые тябла были созданы резчиками из Троице-Сергиевой лавры Л. Афанасьевым, Я. Григорьевым, Ф. Кондратьевым. Иконостас состоит из пяти ярусов и достигает 16 метров в высоту. В 1654-м для икон нижнего ряда были сделаны киоты мастерами из Оружейной палаты, тогда же были устроены царские врата. В 1840 году иконостас был существенно поновлён: иконы переписаны заново, а некоторые заменены живописью на холсте; появились новые, имитирующие древнюю басму серебряные оклады. В 1880—1890-х годах были заменены ветхие деревянные части, создан новый серебряный золочёный оклад.
В праотеческом чине помещена икона святой Троицы. Праотцы нарисованы в полный рост, со свитками в руках. Пророческий ярус состоит из 17 икон, изображающих пророки перед Богоматерью Знамением. В праздничном ряду расположены образы, в которых отражены евангельские события, которые ежегодно празднуются церковью. Среди них «Рождество Богоматери», «Благовещение Пресвятой Богородицы», «Крещение», «Вход Господень в Иерусалим», «Успение Пресвятой Богородицы». В деисусном чине описано молитвенное предстояние святых на Страшном Суде перед Христом Вседержителем, двенадцать апостолов и икона «Спас Вседержитель», установленная в центре. В нижнем местном ряду находятся иконы «Спас Златая риза», написанная в конце XVII века изографом Кириллом Ивановым Улановым, храмовый образ Успения, «Спас Ярое око». На Царских вратах изображены Богоматерь, архангел Гавриил и четыре евангелиста — Марк, Матфей, Лука и Иоанн. Справа от них установлена икона «Спас на престоле», относящаяся к XI веку.

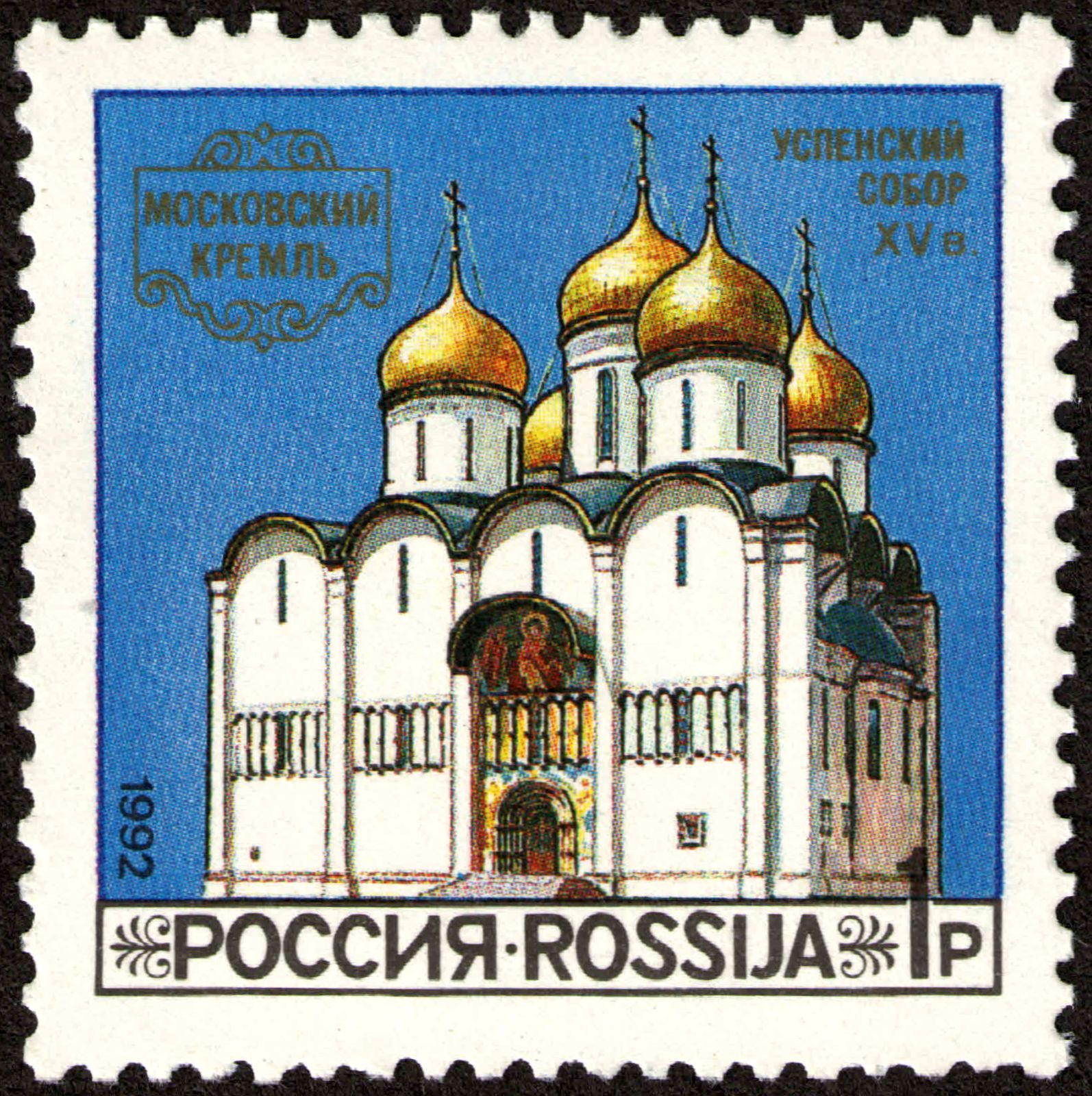
Почтовая марка России 1992 год

У южной стены в бронзовых иконостасах, установленных в конце XIX века, помещены иконы XVI—XVII столетий. Среди них «Митрополит Пётр в житии», предположительно, написанная, Дионисием. В северном иконостасе находятся образы, привезённые в 1923 году из Соловецкого монастыря: «Богоматерь Боголюбская, с житием Зосимы и Савватия Соловецких», «Достойно есть», «Сошествие во ад» и другие.
В иконостасе Успенского собора были размещены особо почитаемые иконы, ныне многие из них находятся в музеях. Некоторые иконы связаны с первым Успенским собором XIV века. Это вышеупомянутая икона «Спас Ярое око» (XIV век), «Троица» (середина XIV века, записана Тихоном Филатьевым в 1700 году), «Богоматерь Владимирская» (византийская икона первой трети XII века, впервые помещена в соборе в 1395 году, затем возвращена во Владимир и в 1480 году вновь перенесена в Москву; ныне в Государственной Третьяковской галерее). Несколько икон были вывезены Иваном Грозным из Новгорода — «Спас Нерукотворный» (XII век, сейчас в Государственной Третьяковской галерее), «Царь царём» или «Предста царица» (сербская икона XIV века), «Святой Георгий» (XII век, в Государственной Третьяковской галерее), «Устюжское Благовещение» (между 1119 и 1130 годами, в Государственной Третьяковской галерее). Среди других древних икон — «Оплечный Деисус» (XII век), «Спас Златые Власы» (XIII век), «Явление архангела Михаила Иисусу Навину» (XIII век), «Богоматерь Иверская» (список XII—XIII веков), «Борис и Глеб» (XIV век). Некоторые иконы были заказаны, вероятно, уже для существующего, построенного в XV веке здания собора: как, например, «Успение Богородицы», «О тебе радуется», «Митрополит Пётр в житии», «Митрополит Алексей в житии», «Апокалипсис». Это произведения 1480—1510-х годов школы Дионисия.

#### Царское место
Перед иконостасом у южной стены расположен высокий шатёр, изготовленный из орехового и липового дерева. Его установили по приказу Ивана Грозного и назвали «Царским местом». Он опирается на фигуры четырёх зверей с прижатыми ушами и оскаленными зубами и достигает 6,5 метра в высоту. Все элементы Мономахова трона обильно декорированы резными орнаментами: растительными, цветочными, изображениями птиц и животных. Стенки четверика украшают двенадцать деревянных барельефов. Восьмигранный купол декорирован тремя рядами кокошников и увенчан двуглавым орлом. Фриз покрыт надписями из Священного Писания. На столбиках трона вырезаны двенадцать барельефов, иллюстрирующих сюжеты «Сказаний о князьях Владимирских», повествующих об истории царских регалий.
В 1907 году была реконструирована роспись памятника, вызолочены орнаменты и надписи.

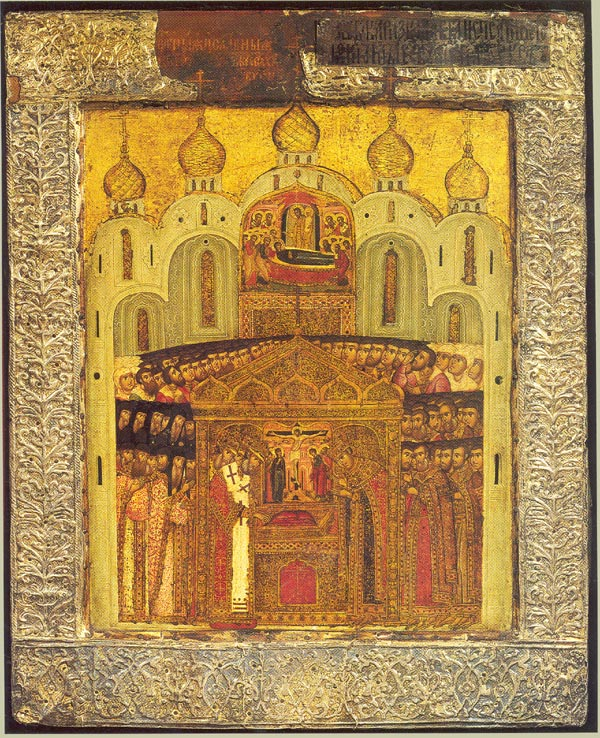
Положение Ризы Господней в Успенском соборе Московского Кремля. Икона, около 1627 года
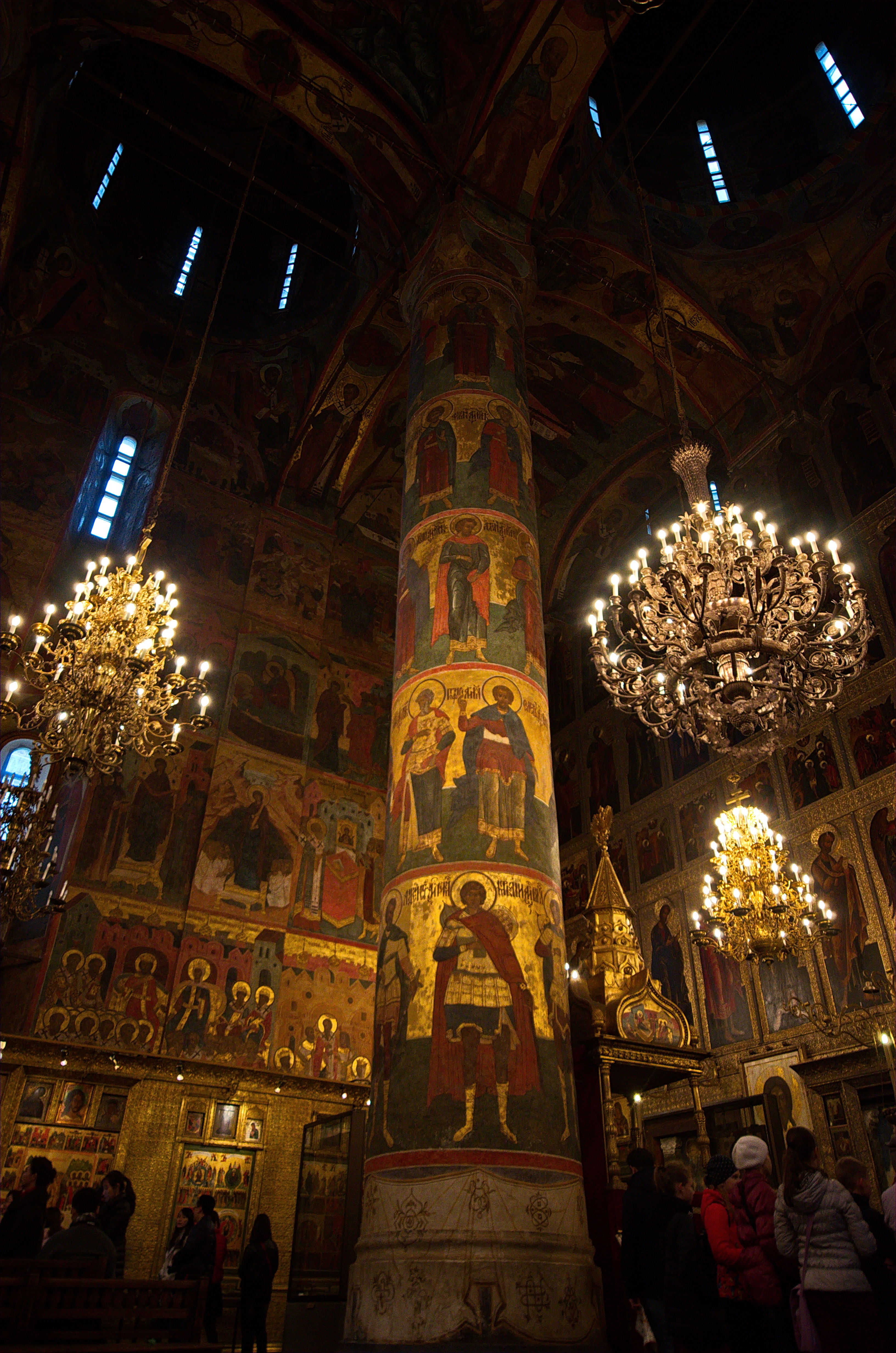
Роспись столпов, 2015 год
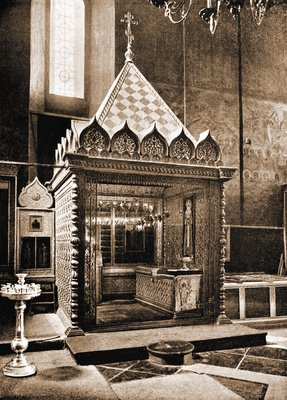
Шатёр для хранения священных реликвий, 1913 год
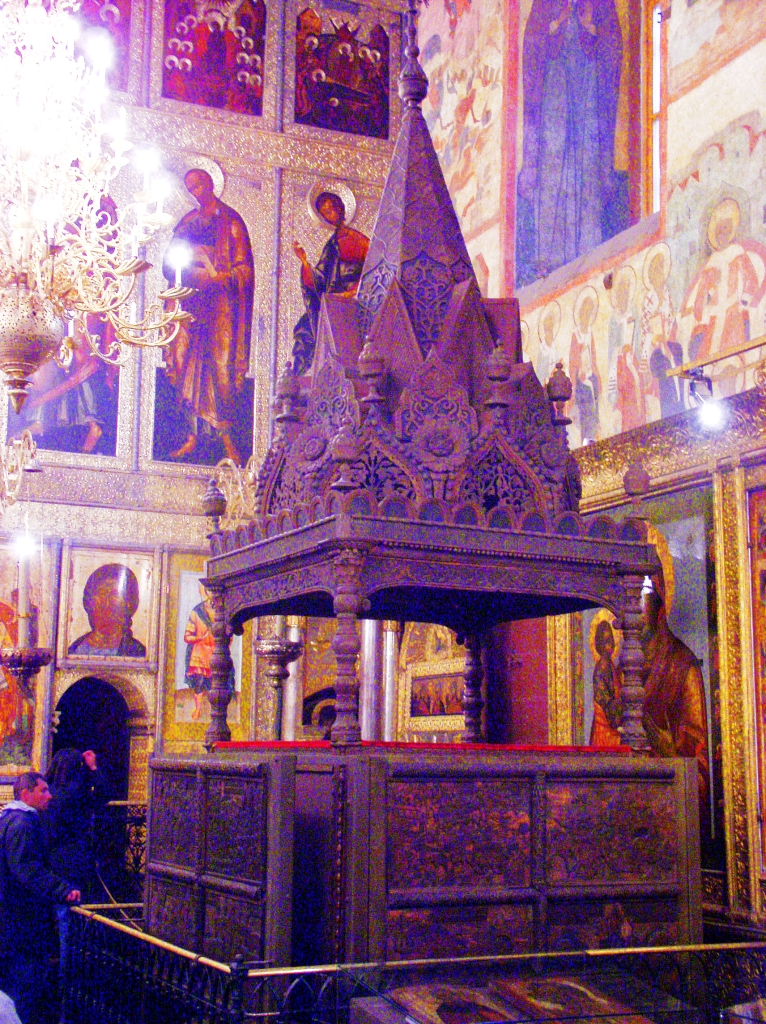
Царское место, 2005 год
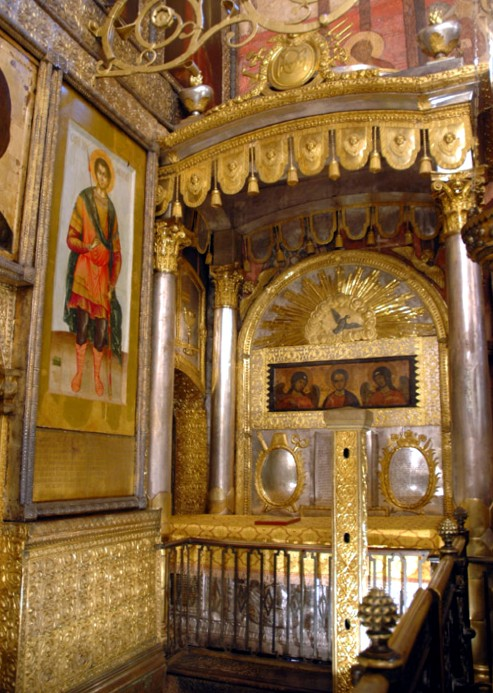
Рака митрополита Филиппа, 2008 год

### Приделы
1-й этаж (слева направо, от северо-восточной главы до юго-восточной):
- Петропавловский придел / придел Поклонения веригам апостола Петра
- (алтарь)
- Придел Димитрия Солунского
- (лестница на 2-й этаж в ризницу и библиотеку)

2-й этаж:
- Придел Похвалы Богородицы

## Использование

### Коронации и венчания

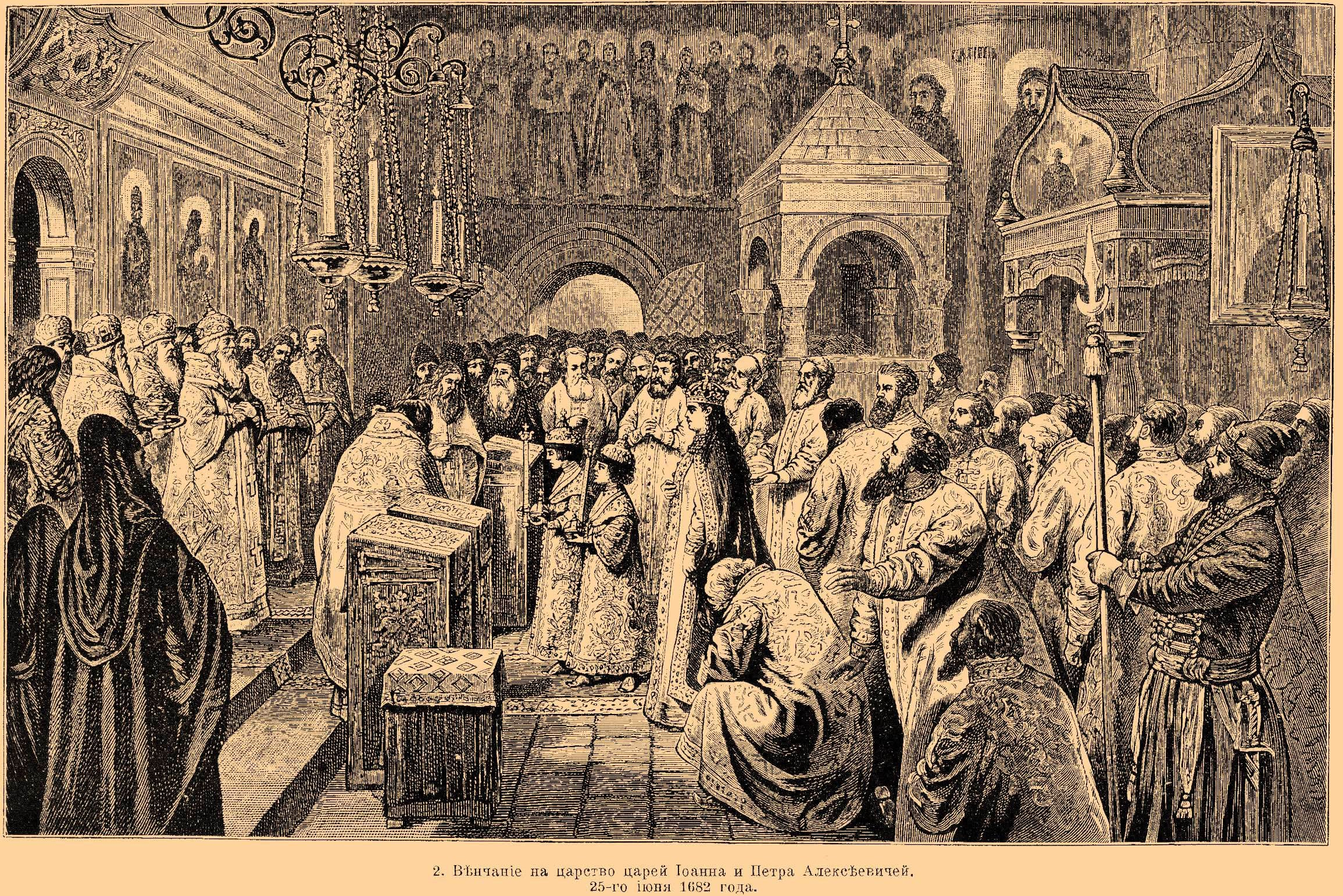
Коронация Ивана V и Петра I, 1682

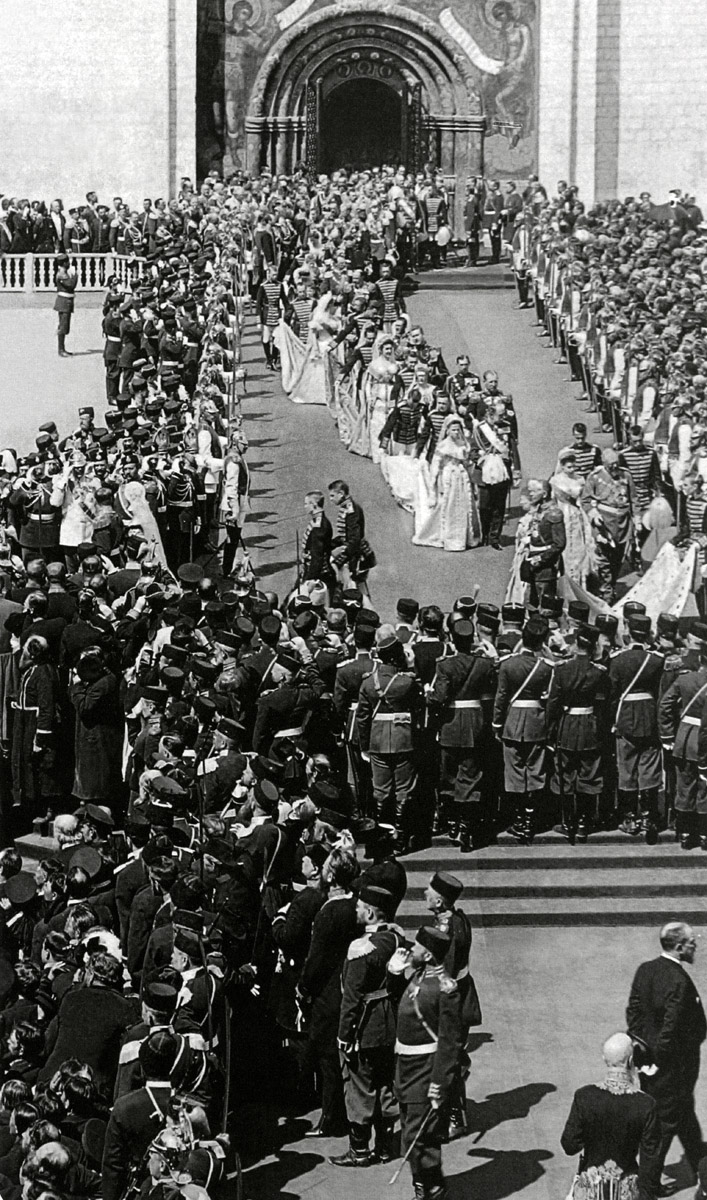
Коронация Николая II, 1896

Впервые венчание на престол в Успенском соборе состоялось в 1498 году. На церемонии Иван III передал бармы и Шапку Мономаха своему внуку Дмитрию. В 1547-м при венчании Иван IV принял титулы царя и самодержца, а в число его регалий включили наперсный крест, скипетр и цепь. В здании также проходил Земский собор 1613 года, на котором царём был избран Михаил Фёдорович. Пётр I в 1721 году ввёл в соборе обряд коронаций императоров: царский венец был заменён короной, бармы — мантией. Последняя коронация состоялась 14 мая 1896 года. Для подготовки обряда наняли 2500 человек. Для священнослужителей были изготовлены златотканые парчовые облачения.
В Успенском соборе совершались бракосочетания. В 1391 году митрополит Киприан обвенчал великого князя Василия Дмитриевича с литовской княжной Софьей Витовтовной. В 1472-м состоялось торжественное бракосочетание Ивана III и Софьи Палеолог, в 1505 году — Василия III и Соломонии Сабуровой.

### Некрополь

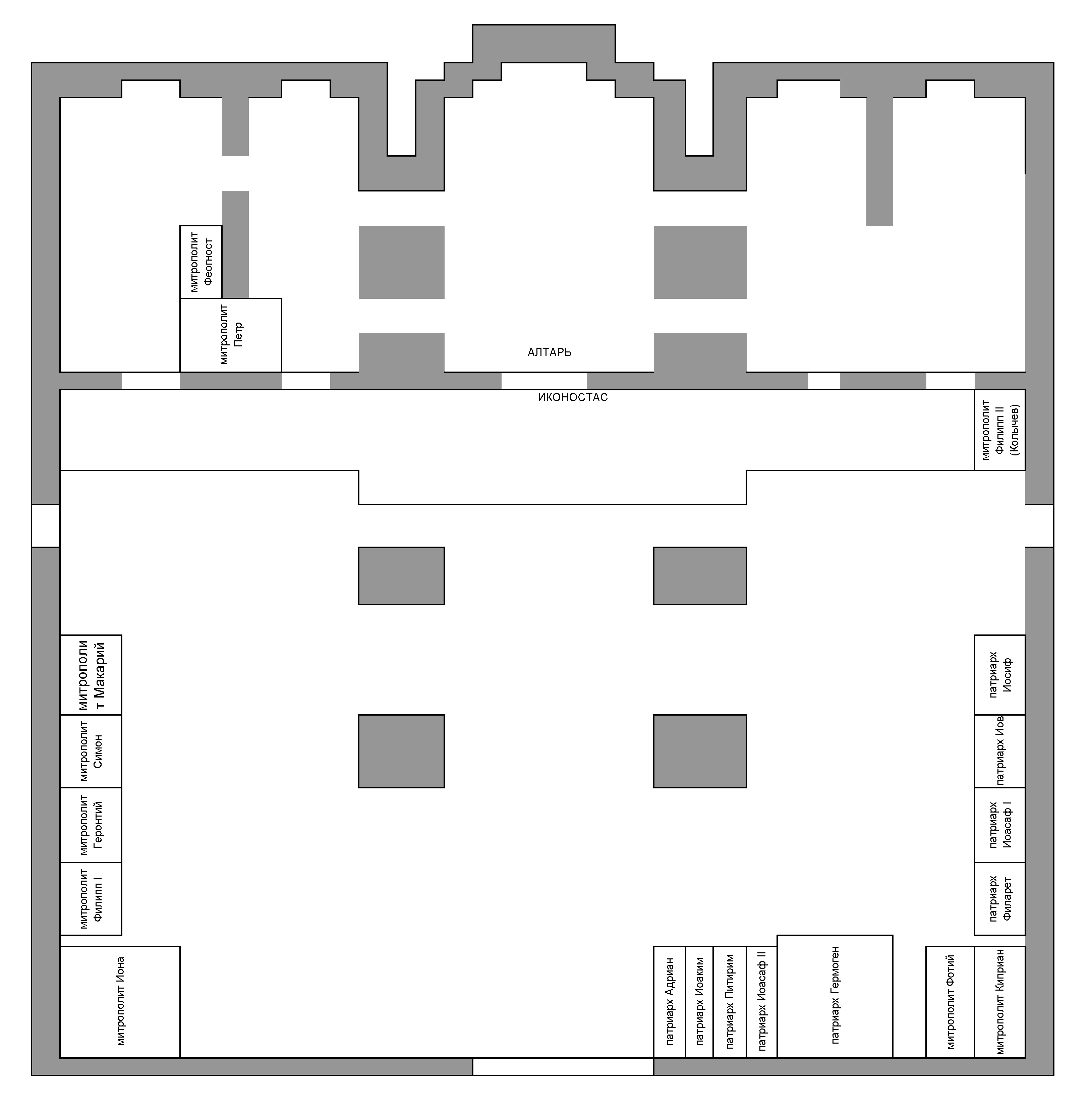
Схема расположения захоронений в соборе

С 1382 года в Успенском соборе хоронили русских святителей — митрополитов и патриархов. Усыпальница задумывалась для погребения светских и духовных владык московского княжества, но после постройки в 1333-м Архангельского собора некрополь разделили. В Успенском соборе стали хоронить только глав Русской церкви. В общей сложности в нём погребли двадцать человек. Последним был похоронен умерший в 1698 году патриарх Адриан. Могилы митрополитов XIV — середины XVI века располагаются в алтаре собора, в юго-западном углу и вдоль северной стены. У южной и западной стен захоронены русские патриархи XVII столетия. Бо́льшая часть погребений находится под полом собора и отмечена в интерьере невысокими, прямоугольными в плане памятниками с плоскими крышками. Надгробия патриархов, в отличие от митрополичьих, сохранили резные белокаменные плиты с эпитафиями. В 1913-м все гробницы закрыли латунными посеребрёнными чехлами с восьмиконечными золочёными крестами и черневыми надписями на крышках. Они были изготовлены фирмой Ивана Хлебникова. В Петропавловском приделе находятся мощи Филиппа II и митрополита Петра, основавшего храм. В соборе был похоронен московский, владимирский и новгородский князь Юрий Данилович, умерший в 1325 году, но его могила утрачена. Рядом с патриаршими гробницами находится Гроб Господень, в котором хранятся посох митрополита Петра и
Гвоздь Господень. С 1929 по 1948 год в храме хранились мощи митрополита Алексия (Бяконта), после перенесённые в Богоявленский собор в Елохове. Мощи митрополитов Московских Феодосия, Иоасафа и Дионисия (бывшего Суздальского) в Успенском соборе отсутствуют.
В стенах храма погребены:
Митрополиты Киевские
- Святитель Пётр
- Святитель Феогност
- Святитель Киприан
- Святитель Фотий
- Святитель Иона[82]

Митрополиты Московские
- Святитель Филипп I
- Святитель Геронтий
- Симон
- Святитель Макарий
- Святитель Филипп II[82]

Патриархи Московские
- Иов
- Гермоген
- Филарет
- Иоасаф I
- Иосиф
- Иоасаф II
- Питирим
- Иоаким
- Адриан[82]

## Святыни
- Мощи святителей митрополитов Петра, Феогноста, Киприана, Фотия, Ионы, Филиппа I, Геронтия, Симона, Макария, Филиппа II, патриархов Иова и Гермогена Московских;
- Копия посоха святителя Петра;
- Влахернская икона Божией Матери;
- Два списка Владимирской иконы Божией Матери;
- Древний чтимый список Петровской иконы Божией Матери;
- Корсунский крест;
- Икона Дионисия «Митрополит Пётр в житии».

## Крестные ходы
До революции 1917 года из Успенского собора совершались ежегодные крестные ходы (даты приведены по юлианскому календарю):
- 6 января — «ход на Иордан»: через Тайницкие ворота на Москву-реку для освящения воды, в воспоминание крещения Господа Иисуса Христа на реке Иордан;
- 21 мая — в церковь Владимирской иконы Богоматери, что на Никольской улице, в память избавления России от нашествия крымских, нагайских и казанских татар в 1521 году, предводимых Махмед-Гиреем;
- 8 июля — в Казанский собор, в честь явления Казанской иконы Богоматери;
- 20 июля — в церковь святого пророка Илии, что на Воронцовом поле, в память избавления от засухи, бывшей в XVI и XVII столетиях, и по примеру Новгорода и Пскова, где были церкви святого Илии сухого и мокрого и совершались крестные хождения в честь великого угодника Божьего Илии, который своими молитвами подаёт ведро и дождь;
- 28 июля — в Новодевичий монастырь в честь иконы Богоматери Одигитрии Смоленской, а также в память взятия города Смоленска у поляков и в воспоминание торжественного отправления этой иконы из Москвы обратно в Смоленск;
- 1 августа, в день происхождения Честных Древ Креста Господня, — через Тайницкие ворота на Москву-реку, для освящения воды в воспоминание чудес, совершившихся от Животворящего Креста Господня в 1143—1180 годах;
- 19 августа — в Донской монастырь, в честь Донской иконы Богоматери и в воспоминание избавления Москвы от нашествия татар предводимых Казы-Гиреем в 1591 году.
- 26 августа — в Сретенский монастырь в память сретения Владимирской иконы Богоматери, принесённой из Владимира в Москву и в воспоминание избавления России от нашествия татар хана Тамерлана в 1395 году.
- 1 октября — в Покровский собор (храм Василия Блаженного), в память покорения Казани в 1552 году, а также в честь Псково-Покровской иконы Богоматери в воспоминание чудесного избавления Пскова от поляков войск Стефана Батория в 1581 году и в память победы над турками и татарами после войны с ними с 1736 по 1740 года.
- 4—5 октября — до 1875 года, 05 октября праздновались три московских святителя: Пётр, Алексей и Иона, но в 1875 году по ходатайству митрополита московского Иннокентия был добавлен и четвёртый — святитель Филипп. По установлению 4 октября, перед вечерней, переносилась икона святителя Алексея с крестным ходом из Чудова монастыря в Успенский собор, где и оставалась и перед вечерней следующего дня эта икона относилась обратно крестным ходом.
- 12 октября — вокруг Кремля в память освобождения в 1812 году Москвы от французов. В ходе участвовали всё московское духовенство и только в этот празднике обносились вокруг кремлёвских стен святые иконы: Иверская, Владимирская и Благовещенская и две хоругви, бывшие при московском ополчении.
- 22 октября — в Казанский собор, в память избавления Москвы от нашествия поляков в 1612 году. Первоначально Казанская икона Богоматери была установлена в приходской церкви князя Д. М. Пожарского — Введения во храм Богородицы, что на Сретенской улице и ходы совершались туда, а с постройкой Казанского собора туда была перенесена икона и крестный ход.

### Крестные ходы без датировки
- В Пасхальную неделю — ежедневно из Успенского собора в прочие соборы и монастыри Кремля. в воспоминание явления Иисуса Христа ученикам по воскресении Своём из мёртвых, и отправлялись из собора по окончании утрени. Порядок ходов следующий: понедельник — в Благовещенский собор; вторник — в Архангельский собор; среду — в Чудов монастырь; четверг — в Спасский собор, что на Бору; пятницу — в Вознесенский монастырь; суббота — в Гостунский (Святителя Николая) собор[84].
- В день Преполовения — на Москву-реку для освящения воды, в воспоминание Божественного учения Иисуса Христа в храме Иерусалимском, во время праздника Кущей, о благодатных дарах Святого духа[84].
- В Успенский пост — установлен в воспоминание посещения святыми апостолами Божией Матери пред Её представлением и совершались из разных соборов и монастырей Кремля в Успенский собор. Порядок ходов следующий: 08 августа — из Чудова монастыря; 09 августа — из церкви Двенадесяти Апостолов; 10 августа — из собора Святого Николая, именуемого Гостунским; 11 августа — из Вознесенского монастыря; 12 августа — из собора Спаса, что на Бору; 13 августа — из Архангельского собора; 14 августа — из Благовещенского собора[84].